# Larry Holden (acteur)
Pour les articles homonymes, voir Larry Holden.
 (décembre 2009).
Si vous disposez d'ouvrages ou d'articles de référence ou si vous connaissez des sites web de qualité traitant du thème abordé ici, merci de compléter l'article en donnant les références utiles à sa vérifiabilité et en les liant à la section « Notes et références ».
Larry Holden, né le 15 mai 1961 à Framingham, en États-Unis, et mort le 13 février 2011, est un acteur américain.

## Filmographie
- 1996 : Pie in the Sky de Bryan Gordon

Larry Holden est surtout connu pour avoir joué dans trois films de Christopher Nolan :
- 2000 : Jimmy dans Memento
- 2002 : Farrell dans Insomnia
- 2005 : Finch dans Batman Begins

## Séries télévisées
- Les Experts - Saison 2,  épisode 9
- Urgences - Saison 8, épisode 8
- Les Experts - Saison 1,  épisode 17
- La Loi du fugitif  - Saison 1, épisode 4
- Charmed - saison 2 épisode 4
- Viper - saison 4 épisode 11

The sentinel - Saison 3, épisode 5.
Comme réalisateur, scénariste et producteur : My Father's House